# FIH Hockey World League/2014–2015
Die zweite Ausgabe der Hockey World League startete am 21. Juni 2014 mit einem Damen-Turnier in Singapur und endete mit dem Finalturnier der Damen in Rosario. Es gewannen bei den Damen Argentinien und bei den Herren Australien.

## Format
Das Format wurde bei der zweiten Ausgabe der World League modifiziert.
- Runde 1 wurde wie zuvor in lokalen Turnieren gespielt. Die Anzahl der Turniere, der Teilnehmer und der Qualifikanten für die nächste Runde variierten.
- Runde 2 bestand aus drei Turnieren mit jeweils acht Teilnehmern, die in zwei Gruppen spielten. Die in der Weltrangliste auf den Plätzen 12 bis 19 liegenden Nationen waren direkt für diese Runde qualifiziert. Auch die jeweiligen Gastgeber eines Turniers nehmen teil.
- Runde 3 – Die in der Weltrangliste auf den Plätzen 1 bis 11 geführten Nationen stiegen erst hier in den Wettbewerb ein. Es wurden zwei Turniere (Halbfinale) mit je zehn Teilnehmern gespielt. Zunächst wurde in zwei Gruppen je fünf gespielt, anschließend folgten Platzierungsspiele. Die beiden Halbfinals waren auch die Qualifikations-Turniere für die Olympischen Spiele 2016 in Rio de Janeiro.
- Runde 4 bildete den Abschluss des Wettbewerbs. In einem Turnier mit acht Teilnehmern wurde in zwei Gruppen Jeder gegen jeden gespielt. Nach den Gruppenspielen wurden Viertelfinale ausgetragen: der Erste einer Gruppe spielte gegen den Vierten der anderen Gruppe, der Zweite einer Gruppe gegen den Dritten der anderen Gruppe. Die Sieger der Viertelfinale spielten im K.-o.-System (Halbfinale und Finale) um die Plätze eins bis vier. Die Verlierer wurden auf Grund der Gruppenergebnisse geordnet: die beiden Besten spielten um Platz fünf und sechs, die beiden anderen um Platz sieben und acht.[2]

### Besondere Punkte-Regel
In den Runden 1 und 2 galt in der Hockey World League eine besondere Punkte-Regel für die Gruppenspiele: bei einem Unentschieden gab es ein Penalty-Schießen. Der Sieger erhielt zwei Punkte, der Verlierer einen. Für einen Sieg im Spiel gab es wie bisher drei Punkte.

## Herren
Nationen, die sich für die nächste Runde qualifiziert haben, sind fett markiert.

Deutschland, Argentinien und die Niederlande, sowie Australien, Belgien und Großbritannien haben sich als Erster, Zweiter und Dritter des ersten bzw. zweiten Halbfinals direkt für die Olympischen Spiele in Rio de Janeiro qualifiziert.
| Zeitraum             | Ort                         | Teilnehmer und Platzierung |
| Runde 1              | Runde 1                     | Runde 1 |
| -------------------- | --------------------------- | --- |
| 01.07. – 06.07.2014  | Sveti Ivan Zelina, Kroatien | 1. Russland, 2. Schweiz, 3. Bulgarien, 4. Kroatien, 5. Türkei                                                                        |
| 02.09. – 07.09.2014  | Hradec Králové, Tschechien  | 1. Weißrussland, 2. Tschechien, 3. Ukraine, 4. Slowakei, 5. Litauen                                                                  |
| 05.09. – 07.09.2014  | Nairobi, Kenia              | 1. Ägypten, 2. Kenia, 3. Ghana, 4. Tansania                                                                                          |
| 05.09. – 07.09.2014  | Dhaka, Bangladesch          | 1. Bangladesch, 2. Sri Lanka, 3. Hongkong                                                                                            |
| 05.09. – 07.09.2014  | Maskat, Oman                | 1. Aserbaidschan, 2. Oman, 3. Iran, 4. Thailand                                                                                      |
| 12.09. – 14.09.2014  | Lousada, Portugal           | 1. Österreich, 2. Italien, 3. Portugal                                                                                               |
| 12.09. – 14.09.2014  | Guadalajara, Mexiko         | 1. Chile, 2. Mexiko, 3. Brasilien, 4. Guatemala                                                                                      |
| 30.09. – 05.10.2014  | Kingston, Jamaika           | 1. Trinidad & Tobago, 2. Jamaika, 3. Dominikanische Republik, 4. Barbados                                                            |
| 06.12. – 13.12.2014  | Suva, Fidschi               | 1. Fidschi, 2. Papua-Neuguinea, 3. Vanuatu, 4. Samoa                                                                                 |
| Runde 2              |                             | |
| 17.01. – 25.01.2015  | Singapur, Singapur          | 1. Malaysia, 2. Polen, 3. Japan, 4. Oman, 5. Ukraine, 6. Bangladesh, 7. Singapur, 8. Mexiko                                          |
| 28.02. – 08.03.2015  | San Diego, USA              | 1. Irland, 2. Österreich, 3. Kanada, 4. Russland, 5. Chile, 6. Italien, 7. USA, 8. Trinidad & Tobago                                 |
| 07.03. – 15.03.2015  | Cape Town, Südafrika        | 1. Frankreich, 2. China, 3. Ägypten, 4. Südafrika, 5. Schweiz, 6. Tschechien, 7. Aserbaidschan, 8. Weißrussland                      |
| Runde 3 (Halbfinale) |                             | |
| 03.06. – 14.06.2015  | Buenos Aires, Argentinien   | 1. Deutschland, 2. Argentinien, 3. Niederlande, 4. Kanada, 5. Spanien, 6. Neuseeland, 7. Korea, 8. Japan, 9. Ägypten, 10. Österreich |
| 20.06. – 05.07.2015  | Antwerpen, Belgien          | 1. Australien, 2. Belgien, 3. Großbritannien, 4. Indien, 5. Irland, 6. Malaysia, 7. Frankreich, 8. Pakistan, 9. Polen, 10. China     |
| Runde 4 (Finale)     |                             | |
| 28.11. – 06.12.2015  | Raipur, Indien              | 1. Australien, 2. Belgien, 3. Indien, 4. Niederlande 5. Argentinien, 6. Großbritannien, 7. Deutschland, 8. Kanada                    |

## Damen
Nationen, die sich für die nächste Runde qualifiziert haben, sind fett markiert.

Großbritannien, China und Deutschland. sowie Niederlande, Süd-Korea und Australien haben sich als Erster, Zweiter und Dritter des ersten bzw. zweiten Halbfinals direkt für die Olympischen Spiele in Rio de Janeiro qualifiziert.
| Zeit                 | Ort                        | Teilnehmer und Platzierung |
| Runde 1              | Runde 1                    | Runde 1 |
| -------------------- | -------------------------- | --- |
| 21.06. – 26.06.2014  | Singapur, Singapur         | 1. Malaysia, 2. Kasachstan, 3. Thailand, 4. Singapur, 5. Sri Lanka, 6. Hongkong, 7. Myanmar                                       |
| 26.06. – 29.06.2014  | Šiauliai, Litauen          | 1. Weißrussland, 2. Ukraine, 3. Litauen, 4. Polen                                                                                 |
| 05.09. – 07.09.2014  | Nairobi, Kenia             | 1. Kenia, 2. Ghana, 3. Tansania                                                                                                   |
| 05.09. – 07.09.2014  | Hradec Králové, Tschechien | 1. Frankreich, 2. Österreich, 3. Tschechien, 4. Türkei                                                                            |
| 11.09. – 14.09.2014  | Guadalajara, Mexiko        | 1. Kanada, 2. Mexiko, 3. Peru, 4. Guatemala                                                                                       |
| 30.09. – 15.10.2014  | Kingston, Jamaika          | 1. Trinidad & Tobago, 2. Dominikanische Republik, 3. Barbados, 4. Puerto Rico, 5. Jamaica                                         |
| 06.12. – 13.12.2014  | Suva, Fidschi              | 1. Fidschi, 2. Papua-Neuguinea, 3. Vanuatu, 4. Samoa                                                                              |
| Runde 2              |                            | |
| 14.02. – 22.02.2015  | Montevideo, Uruguay        | 1. Italien, 2. Uruguay, 3. Aserbaidschan, 4. Mexiko, 5. Frankreich, 6. Trinidad & Tobago, 7. Dominikanische Republik, 8. Kenia    |
| 07.03. – 15.03.2015  | Neu-Delhi, Indien          | 1. Indien, 2. Polen, 3. Malaysia, 4. Thailand, 5. Russland, 6. Kasachstan, 7. Ghana, 8. Singapur                                  |
| 14.03. – 22.03.2015  | Dublin, Irland             | 1. Irland, 2. Kanada, 3. Chile, 4. Weißrussland, 5. Österreich, 6. Litauen, 7. Ukraine, 8. Türkei                                 |
| Runde 3 (Halbfinale) |                            | |
| 10.06. – 21.06.2015  | Valencia, Spanien          | 1. Großbritannien, 2. China, 3. Deutschland, 4. Argentinien, 5. USA, 6. Spanien, 7. Südafrika, 8. Irland, 9. Kanada, 10. Uruguay  |
| 20.06. – 05.07.2015  | Antwerpen, Belgien         | 1. Niederlande, 2. Süd-Korea, 3. Australien, 4. Neuseeland, 5. Indien, 6. Japan, 7. Belgien, 8. Italien, 9. Polen, 10. Frankreich |
| Runde 4 (Finale)     |                            | |
| 05.12. – 13.12.2015  | Rosario, Argentinien       | 1. Argentinien, 2. Neuseeland, 3. Deutschland, 4. China, 5. Niederlande, 6. Australien, 7. Großbritannien, 8. Süd-Korea           |